# Olha Hurkowśka
Olha Hurkowśka (ukr. Ольга Гурковська, ur. 20 czerwca 1985 w Dniepropetrowsku) – ukraińska wioślarka.

## Osiągnięcia
- Mistrzostwa Świata Juniorów – Troki 2002 – ósemka – 7. miejsce[1].
- Mistrzostwa Świata Juniorów – Ateny 2003 – dwójka podwójna – 13. miejsce[1].
- Mistrzostwa Świata U-23 – Amsterdam 2005 – czwórka podwójna – 11. miejsce[1].
- Mistrzostwa Świata U-23 – Hazewinkel 2006 – ósemka – 8. miejsce[1].
- Mistrzostwa Europy – Poznań 2007 – ósemka – 5. miejsce[1].
- Mistrzostwa Europy – Brześć 2009 – ósemka – 3. miejsce[1].